# Sobór św. Mikołaja w Gałaczu
Sobór św. Mikołaja – prawosławny sobór w Gałaczu, katedra archieparchii Dolnego Dunaju.
Świątynia została wzniesiona w latach 1906–1917 w stylu bizantyjsko-rumuńskim. Kamień węgielny pod budowę cerkwi położyli wspólnie król Rumunii Ferdynand i królowa Marię oraz biskup Dolnego Dunaju Pimen. Budynek był współfinansowany przez skarb państwa rumuńskiego. Projekt świątyni został wyłoniony drogą konkursu. Ministerstwo Kultów i Oświaty, ogłaszając go, zdecydowało, iż budynek miał reprezentować styl neobizantyjski z elementami typowo rumuńskimi. Postanowiono także, że długość budynku nie może być krótsza niż 35 metrów. Ostatecznie budynek wzniesiono według projektu Petre Antonescu i Ștefana Burcușa.
Sobór w Gałaczu reprezentuje styl neobizantyński z elementami mołdawskiej architektury sakralnej. Ma 37 metrów długości i 42,5 metra wysokości. Do dekoracji wnętrza obiektu wykorzystano marmur z Carrary, z tego samego materiału powstał ikonostas. Freski w soborze wykonał Costin Petrescu.
Z czasem okazało się, że świątynia została wzniesiona na nieodpowiednim podłożu i w latach 1935–1936 musiała zostać gruntownie wyremontowana. W 1936 miała miejsce jej powtórna konsekracja. Cztery lata później trzęsienie ziemi doprowadziło do zniszczenia jednej z wież soboru. Do prac nad jej odbudową przystąpiono w 1950, pod kierunkiem Eugena Chefeneux. Freski odnowiła wówczas Niculina Dona. 7 lipca 1957 sobór poświęcono po raz kolejny. Kolejny remont świątyni przeprowadzono w 1977, po nowych zniszczeniach wywołanych kolejnym trzęsieniem ziemi.